# Angel McCoughtry
Angel Lajuane McCoughtry (nacida el 10 de septiembre de 1986 en Baltimore, Maryland) es una jugadora de baloncesto estadounidense.

## Vida personal
EIn 2015, McCoughtry confirmó su sexualidad en los medios sociales, definiéndose como un espíritu libre sin etiquetas.